# Sommera parva
Sommera parva är en måreväxtart som beskrevs av David H. Lorence. Sommera parva ingår i släktet Sommera och familjen måreväxter. Inga underarter finns listade i Catalogue of Life.